# Интелектуално васпитање
Интелектуално васпитање је начин оспособљавања ученика за уочавање, разликовање, процењивање, доживљавање и примењивање истине као важног и нужног средства и критеријума правилног тумачења света и његовог сталног преображавања. Интелектуално васпитање је у средишту школског васпитања и оно се остварује и у овиру других видова васпитања – породичног, предшколског, ваншколског. Основа интелектуалног васпитања јесте мишљење.

## Суштина
Да би се ишло у корак са захтевима које постављају наука и техника у савременој етапи развоја друштва, неопходне су промене у нивоу и структури образовања. Стални и убрзани друштвени развој захтева перманентно образовање, а са тим и оспособљавање ученика за самообразовање. Образовање, као процес постајања човека, би требало да се одвија у свако доба живота.  
Ђовани Бертин, италијански педагог, такође инсистира на давању солидног образовања и развијању критичког смисла. Таквим вишестраним образовањем формира се личност која је у стању да се супротстави ономе што је неодређено, мистификовано и сумњиво.

## Циљ
Брунер каже да је циљ интелектуалног васпитања у томе да се упозна свет и његови закони. Да би се то постигло, неопходно је имати одређену концепцију наставних предмета и садржаја, који ће омогућити такав правац у интелектуалном васпитању. Образовање мора бити процес који ће ученику дати алтернативна схватања о свету и охрабривати га да посматра, увиди, окуша и провери.

## Задаци
Интелектуално васпитање има неколико основних задатака:
- стицање знања и искуства о природи, друштву, науци, техници, уметности
- изградња научног погледа на свет
- формирање вештина и навика
- неговање и развијање радне културе
- развијање интелектуалних и стваралачких способности
- укључивање у процес самообразовања[1]

## Поблеми
Посебан задатак је мотивисање ученика на такав начин рада. Мотивисање би требало да се заснива на стварању интересовања за оно што треба да се научи.  Такође је од круцијалног значаја стварање посебног наставног програма и одређивање програмске садржине за сваку дисциплину, прилагођене према узрасту. Битно је градиво учинити занимњивим, питким, привлачним и обезбедити ученицима да посматрају, запажају, бележе резултате свог рада и изводе закључке из њега.

## Фактори

### Породица
У почетку је породица прва и једина школа, у којој се стичу прва искуства, развијају интелектуалне функције и започиње развитак детета као интелектуалног бића. Питања која дете поставља израз су његове интектуалне радозналости. Она показују круг дететових занимања, преокупације, унутрашњу тежњу за знањем и упознавањем нових предмета и појава. 

### Дечји вртић
Упоредо са усвајањем знања, у дечјем вртићу васпитачи много пажње поклањају развијању радних навика деце. Због тога је важно да су деца увек “запослена”. Она стичу и знања у процесу активнисти: у игри, слободним и обавезним занимањима, у шетњама и имитирању рада одраслих.  Добром организацијом дневног реда, игром, слободним и обавезним занимањима, деца се навикавају на елементе рада, реда и дисциплине, и код њих се може развијати позитиван став према учењу и интелектуалним делатностима.

### Школа
У школи су деца одувек усвајала одређена знања, развијала умећа и навике интелектуалног рада, учила и у процесу учења развијала своје интелектуалне способности.

##### Улоганаставника
Наставник је све мање извор информација, а све више има улогу посредника. Он би требало да буде планер, мотиватор, подстрекач, организатор, реализатор и евалуатор васпитно-образовног рада. Ученици су најважнији актери у стицању и формирању сопственог образовања. На тај начин се ученицима олакшава лично и непосредно искуство и они бивају упућени на продуктивно и креативно мишљење.

### Културне институције
То су: музеји, позоришта, биоскопи, библиотека и читаоница, уметничке галерије и домови културе. Културне институције су врло важан фактор интелектуалног васпитања, али младе људе морамо навикавати и оспособљавати да их посећују и да се њима користе.

## Когнитивнекомпетенције
- Издвајање битног од небитног, вештина одабира информација
- Разумевање материје и суштине проблема
- Постављање питања о градиву и о сопственом знању
- Памћење, одабир информација које је нужно памтити
- Руковање информацијама
- Евалуација, вредновање ефикасности учења и рада[4]

## Компоненте
- Историјско знање које, с једне стране, обухвата прошлост, а са друге, представља кључ за разумевање савременог друштвеног живота.
- Научно сазнање које развија умеће постављања хипотеза као и способност да се оне проверавају.
- Технолошко сазнање које је у данашње време достигло висок ниво што намеће и усвајање једног вида културе – технолошке културе.
- Књижевно-уметничко сазнање које се односи на разумевање правца и кретања савремене културе.
- Филозофско сазнање треба да пружи општу оријентацију за анализу културног искуства.[5]

## Пијаже-теорија
Пијаже уочава фазу конкретних операција и она траје од 7 до 11 година. Бројна истраживања показују да ученици млађих разреда основне школе могу логично мислити али у конкретно датим чињеницама. (Тако ће на питања типа: Одреди шта је за тебе ученик, мајка или војник?- дете одговарати: Мајка има децу..., Ученик иде у школу, има торбу, књиге и свеске...)
Други стадијум у развоју мишљења, према Пијажеу, је стадијум формалних операција у коме су деца од 11 до 14, 15 година. На том узрасту ученици почињу решавати и задатке и путем сложених мисаоних операција без конкретног чулног материјала. 
Пијаже сматра да интелектуални развој појединца зависи од биолошких закона и да је тај процес спонтан и независан од обуке.

## Виготски-теорија
Виготски је приметио да већ у узрасту од 7 - 8 година ученици су у могућности да групишу предмете према њиховим својствима и без конкретног материјала. Реч, а не предмет постаје средство уопштавања односно апстраховања. Он истиче да наставом и учењем у њој можемо утицати на интензитет и брзину развоја мишљења. 
Виготски доказује да је погрешно схватање да ученици овог узраста могу учити само на основу очигледног посматрања предмета и појава. Васпитање би требало да иде испред развоја и да га подстиче.

## Традиционалне теорије о избору наставних садржаја

### теорија формалног образовања
Главни задатак школе је да развија способности и форме мишљења. Представници ове теорије сматрају да ученицима треба давати наставни материјал и садржаје којима ће се развијати, вежбати њихове умне способности. Највећи утицај на развој интелектуалних способности имају: граматика, логика, математика и класични језици.

### теорији материјалног образовања
Инсистира се на енциклопедијском проширавању обима знања. Сматрало се да не постоји потреба за издвајањем посебног задатка који би се односио на развој способности јер се при усвајању знања без неког посебног напора, развијају и интелектуалне способности. 

### теорија дидактичког утилитаризма
Формирање практичних вештина као и припремање за живот и будући професионални рад.

## Савремене теорије

### теорија егземпларизма
Егземпларно учење, у коме се образовни садржаји групишу око тема које су изабране или су пак типичне за дату област. Ученици се не упознају са свим чињеницама већ само са типичним, репрезентативним. 

### проблемско-комплексну теорију
Смтра се да наставне садржаје треба груписати у комплексе проблема, тако да обухватају материју различитих наставних предмета. Избор наставних садржаја не треба да зависи од вештачке поделе на наставне предмете, већ треба да буде такав да служи бољем и потпунијем схватању разних друштвених проблема или проблема из природе у њиховим различитим и многостраним условима.

### теорија структурализма
Основна нит која прожима Брунерову структуралну теорију је следеће: уколико се више поседује смисао за структуру једног предмета, утолико више расте способност да се без тешкоће изврши дуг и сложен процес продубљивања  

#### Опште идеје теорије структурализма
- Упознавање основних, суштинских појмова неког предмета
- Схватање суштине предмета
- Посредством структура предмета, ученици стичу могућност брже и лакше оријентације у одређеној области и схватају где, како и зашто усвојени делови знања чине неопходну целину.
- Сталним проверавањем да ли садржаји који се обрађују у настави имају принципијалан карактер, може се смањити раскорак између елементарних знања предвиђених програмима и већ стечених, која одражавају актуелно стање.[6]